# 科克斯伯里 (馬里蘭州)
科克斯伯里（英語：Cokesbury）是位於美國馬里蘭州薩默塞特縣的一個非建制地區。

## 地理
科克斯伯里所處的海拔為高於海平面6米（即20英呎），而該地所採用的時區為UTC-5，即北美东部時區（EST）。同時該地設有夏令時間，為UTC-5調快一小時，即UTC-4（EDT）。